# Szent Anzelm-templom (Nin)
A Szent Anzelm-templom egy kora középkori római katolikus templom Horvátországban a Zára megyei Nin településen. Nin plébániatemploma.

## Fekvése
A templom Nin központjában a Szent Kereszt templom közelében áll.

## Története
A templomot a 6. században építették, majd 1070-ben Zvonimir király idejében megújították, egykor Nin püspöki székesegyháza volt. Története során többször megrongálták, mai formáját a 18. században nyerte el. A volt székesegyház régészeti feltárása több mint 150 évvel ezelőtt indult. Először a templomhajó északkeleti sarkát, majd 1895-ben a sekrestye melletti területet tárták fel. Luka Jelić 1910-ben feltárta az északi fal területét, az 1960-ban végzett feltárásokat pedig Mate Suić és Mira Perinić felügyelték. Amikor a belső teret 1973-ban felújították a templomfalak is feltárásra kerültek, majd régészeti szondázást végeztek a sekrestyében és a szomszédos területeken. Az épületegyüttes régészeti feltárása 1995-ben folytatódott és folytatódik ma is. A nini Régiségek Múzeuma a zárai Régészeti Múzeum keretein belül végzi kutatásait a déli oldalon, a homlokzat előtt (a Kalelargi utcában), délkeleten és a sekrestyében. A Zárai Egyetem filozófiai karának régészei a templom északkeleti részét is kutatták.
Minden kutatás megerősítette, hogy a templom területe már az őskortól kezdve lakott volt. A római korból is számos lelet került itt elő. A templom körül nagy temető épült, amelyet a késő ókortól a legújabb időkig használtak. A tér keresztény kultikus funkciója a legkorábbi keresztény időktől kezdve megvolt, bár története során többszöri romboláson és különféle átalakításokon esett át. A sok kutatás ellenére a terület ókeresztény kori képe a mai napig sem tisztázott. A legrégebbi szakrális épület a mai templom déli részénél keletkezett, mely valószínűleg egy római kori lakóépület egy részének átalakítása volt, melyhez a keleti oldalon félköríves apszist építettek. A hosszúkás római lakóépület a 4. században épült, hosszúsága 14, szélessége 4 méter volt. Az apszis padlóját kikövezték és a közepére állították az oltárt, amelyből az ágyazat megmaradt. A délkeleti részen egy szabálytalan kör alakú, téglából épített medence volt. Ezt a medencét keresztelésekre használták. Ezt követően az oratórium homlokzata elé narthexet építettek.
A 6. század elején ezzel a templommal párhuzamosan az északi oldalon új templom épült. Ez egyben a mai plébániatemplom legrégebbi része, amelyet a hagyomány Szentháromság templomként tart nyilván, amelyet az első nini püspök Szent Anzelm alapított. Ennek a templomnak valamivel nagyobbak voltak a méretei (22,5 x 10 m), keleti oldalán pedig félköríves, külső lizénákkal ellátott, kiemelkedő apszisa volt. Ez a templom a Karoling-korszakig állt, amikor nagy valószínűséggel Szent Anzelmnek szentelték. A korábban épített oratóriummal egy liturgikus teret alkotott, ami a kettős egyházak kissé szokatlan példája. Később a délkeleti oldalhoz pasztofóriumot építettek, melyhez szintén felhasználták az ókori falakat. A 12. vagy a 13. században a templom déli oldalához hatalmas, román stílusú biforámás harangtornyot építettek.  Valószínűleg még korábban az északkeleti oldalon egy újabb helyiséget, egy keresztelőkápolnát építettek, melynek az északi részén téglalap alaprajzú keresztelőmedencét alakítottak ki. Később ezt a keresztelőkápolnát átépítették és valószínűleg ebben helyezték el a híres Višeslav-féle keresztelőkutat. Ez az ma is meglevő emlék, melyet a horvátok megkeresztelkedése szimbólumának tartanak jelzi, hogy Nin volt az ország első politikai és vallási központja. Ma a spliti régészeti múzeumban őrzik.
A templom különálló harangtornya az épülettől nyugatra található. Harminc éve a tornyon nagy állagmegóvási munkákat végeztek annak érdekében, hogy visszakapja eredeti formáját. Ezek alapján a torony építését a 13. századra teszik, melyet valószínűleg a 17. században megújítottak.
A harangtorony felőli oldalához támaszkodik a Szent Marcell kápolna, amelyet a Zečevói Boldogasszony kápolnának is neveznek, mert benne a Szűzanya 15. századi szobra található karjában a kis Jézussal. A szobrot az 1646-os rombolás elől Zárába menekítették, majd tíz év múlva visszahozták az oldalkápolnába ahol ma is látható. A kápolnában található Juraj Divnić püspök reneszánsz sírkőlapja is. 